# 小行星8002
小行星8002（英語：8002）是一颗围绕太阳公转的小行星。1986年12月4日，安東寧·姆爾科斯在克列特发现了此天体。
这颗小行星的绝对星等为195.8406223809699等。